# Hippoglossina stomata
Hippoglossina stomata är en fiskart som beskrevs av Eigenmann och Eigenmann, 1890. Hippoglossina stomata ingår i släktet Hippoglossina och familjen Paralichthyidae. IUCN kategoriserar arten globalt som livskraftig. Inga underarter finns listade i Catalogue of Life.